# Чебоксарово
Чебокса́рово (рос. Чебоксарово) — село у складі Александровського району Оренбурзької області, Росія.

## Населення
Населення — 295 осіб (2010; 323 у 2002).
Національний склад (станом на 2002 рік):
- росіяни — 89 %